# 中御門経任
中御門 経任（なかのみかど つねただ）は、鎌倉時代中期の公卿。藤原北家勧修寺流吉田家、中納言・吉田為経の次男。官位は正二位・権大納言。中御門大納言と号す。経任系中御門家の祖。

## 経歴
初名は経嗣であったが、宝治3年（1249年）経任に改名する。
後嵯峨上皇の有力な側近の一人であり、若くして院の伝奏を務めた。弘長2年（1262年）左衛門権佐次いで右少弁も兼ねるが、当時の慣例では蔵人出身者が弁官に転じる順序であったところ、蔵人を経ずに直接右少弁に任ぜられたことから、当時の朝廷では、上皇の側近偏重人事であるとして物議を醸した。なお、弘長3年（1263年）五位蔵人に任ぜられ三事兼帯となる。
その後も実務官僚として後嵯峨・亀山両院政で活躍し、文永6年（1269年）に参議に昇進すると、その年から権中納言、従二位大宰権帥兼務と毎年のように昇進を重ねた。建治3年（1277年）には権大納言に昇進し、弘安6年（1283年）には子の為俊を右少弁に推挙して辞任した。
彼の実務官僚としての才覚は抜群のものがあり、弘安4年（1281年）の弘安の役直前という国家存亡の機に際しても、「敵国降伏」を祈念する勅使として伊勢神宮に派遣されている。
ところが、その昇進の背景には後嵯峨上皇の寵愛とその後継者である亀山天皇の信任があったことでも分かるように、非常に強引なものであり世間に多くの騒動を伴った。まず、左衛門権佐就任時には彼の異母兄の吉田経藤が官職を抜かされた屈辱から出家し、従二位叙位の際にも縁戚に当たる姉小路忠方が出世争いに敗れた衝撃からこれも出家、更に権大納言就任は四条隆顕（後深草院二条の叔父）を蹴落とす形であった。
更に弘安9年（1286年）には、恩人である後嵯峨法皇が崩御した時には同じく寵臣であった北畠師親（親房の祖父）が出家したにもかかわらず、彼はそのまま官職に留まり続けたため、異母弟の吉田経長（経藤の同母弟）から糾弾を受けた。そしてその翌年に伏見天皇が即位して後深草上皇が院政を始めると、これまで亀山上皇側近として後深草上皇らと対立関係であったにもかかわらず、上皇に召されて側近となった。
当時、後嵯峨法皇崩御、皇統の移動（大覚寺統から持明院統）という事態に対して、出家もせず相手側陣営に奔った公卿達は少なくなく、むしろ大半がそうであった。だが、経任ほどの破格の寵愛を受けてきた人間までが平然とそうした振舞いに出た事（勿論、彼がそれだけ能力に長けていて、敵味方問わずに必要な人材であるという朝廷内の認識があったからであるが）に対する人々のやり切れない思いが経任への怒り・非難として向けられた。
この後、経任系の中御門家は3代で没落し、代わって従兄弟の経継系統が主流となって明治維新まで続く事になる。
後深草院二条が著した『とはずがたり』では、経任に対しては誹謗中傷にも近い非難の言辞が書き連なられている。また歴史物語である『増鏡』では、弘安4年（1281年）の勅使の記事について、経任に随従した二条為氏が帰途の際に元軍敗退の報を聞いて詠んだとされている「勅として祈るしるしの神風によせくる浪はかつくだけつつ」という和歌の記事しか記載されていないが、一説にはこの歌は経任が詠んだにもかかわらず、忠義と愛国の情に満ちたこの歌を変節漢の経任が詠んだという事実そのものに不満を持つ『増鏡』著者の手によって著者を為氏にと書き改められたのではという説が見られる。

## 系譜
- 父：吉田為経
- 母：大宮院半物柳
- 妻：権大納言藤原公雅の娘
  - 男子：中御門為方（1255 - 1306）
  - 次男：中御門為俊（? - 1289）
  - 男子：高倉経守（1263-1317）
- 生母不詳の子女
  - 男子：定任
  - 男子：覚経
  - 男子：経恵
  - 女子：経子 - 遊義門院宣旨、西園寺公衡妾、従三位